# Fußball-Europameisterschaft 1996/England
Dieser Artikel behandelt die englische Nationalmannschaft bei der Fußball-Europameisterschaft 1996.

## Qualifikation
Als Gastgeber musste England keine Qualifikationsspiele bestreiten.

## Englisches Aufgebot
| Nr.               | Name             | Verein vor EM-Beginn | Geburtstag | Spiele   | Tore     | Gelbe Karte | Gelb-Rote Karte | Rote Karte |          |
| Torhüter          | Torhüter         | Torhüter             | Torhüter   | Torhüter | Torhüter | Torhüter    | Torhüter        | Torhüter   | Torhüter |
| ----------------- | ---------------- | -------------------- | ---------- | -------- | -------- | ----------- | --------------- | ---------- | -------- |
| 1                 | David Seaman     | FC Arsenal           | 19.09.1963 | 5        | 0        | 0           | 0               | 0          |          |
| 13                | Tim Flowers      | Blackburn Rovers     | 03.02.1967 | 0        | 0        | 0           | 0               | 0          |          |
| 22                | Ian Walker       | Tottenham Hotspur    | 31.10.1971 | 0        | 0        | 0           | 0               | 0          |          |
| Abwehrspieler     |                  |                      |            |          |          |             |                 |            |          |
| 2                 | Gary Neville     | Manchester United    | 18.02.1975 | 4        | 0        | 2           | 0               | 0          |          |
| 3                 | Stuart Pearce    | Nottingham Forest    | 24.04.1962 | 5        | 0        | 0           | 0               | 0          |          |
| 5                 | Tony Adams       | FC Arsenal           | 10.10.1966 | 4        | 0        | 1           | 0               | 0          |          |
| 6                 | Gareth Southgate | Aston Villa          | 03.09.1970 | 5        | 0        | 1           | 0               | 0          |          |
| 12                | Steve Howey      | Newcastle United     | 26.10.1971 | 0        | 0        | 0           | 0               | 0          |          |
| 16                | Sol Campbell     | Tottenham Hotspur    | 18.09.1974 | 1        | 0        | 0           | 0               | 0          |          |
| 19                | Phil Neville     | Manchester United    | 21.01.1977 | 0        | 0        | 0           | 0               | 0          |          |
| Mittelfeldspieler |                  |                      |            |          |          |             |                 |            |          |
| 4                 | Paul Ince        | Inter Mailand        | 21.10.1967 | 3        | 0        | 2           | 0               | 0          |          |
| 7                 | David Platt      | FC Arsenal           | 10.06.1966 | 4        | 0        | 0           | 0               | 0          |          |
| 8                 | Paul Gascoigne   | Glasgow Rangers      | 27.05.1967 | 5        | 1        | 1           | 0               | 0          |          |
| 11                | Darren Anderton  | Tottenham Hotspur    | 03.03.1972 | 5        | 0        | 1           | 0               | 0          |          |
| 14                | Nick Barmby      | FC Middlesbrough     | 11.02.1974 | 3        | 0        | 0           | 0               | 0          |          |
| 15                | Jamie Redknapp   | FC Liverpool         | 25.06.1973 | 1        | 0        | 0           | 0               | 0          |          |
| 17                | Steve McManaman  | FC Liverpool         | 11.02.1972 | 5        | 0        | 1           | 0               | 0          |          |
| 20                | Steve Stone      | Nottingham Forest    | 20.08.1971 | 2        | 0        | 0           | 0               | 0          |          |
| Stürmer           |                  |                      |            |          |          |             |                 |            |          |
| 9                 | Alan Shearer     | Blackburn Rovers     | 13.08.1970 | 5        | 5        | 1           | 0               | 0          |          |
| 10                | Teddy Sheringham | Tottenham Hotspur    | 02.04.1966 | 5        | 2        | 1           | 0               | 0          |          |
| 18                | Les Ferdinand    | Newcastle United     | 08.12.1966 | 0        | 0        | 0           | 0               | 0          |          |
| 21                | Robbie Fowler    | FC Liverpool         | 09.04.1975 | 2        | 0        | 0           | 0               | 0          |          |
| Trainer           |                  |                      |            |          |          |             |                 |            |          |
|                   | Terry Venables   |                      | 06.01.1943 |          |          |             |                 |            |          |

## Englische Spiele
England trat bei dieser EM mit der Hoffnung an, wie bei der WM 1966 einen Internationalen Fußballtitel zu gewinnen. Allerdings befand sich die englische Nationalmannschaft in einem Form-Tief. So schied man bei der EM 1992 in der Vorrunde aus und scheiterte an der Qualifikation zur Fußball-Weltmeisterschaft 1994.

### Vorrunde
In der Vorrunde trafen die Gastgeber auf Schottland, die Niederlande und die Schweiz. Zwar verspielte man im Eröffnungsspiel gegen die Schweiz einen Sieg, die restlichen beiden Gruppenspiele wurden aber souverän gewonnen, sodass sich England als Gruppensieger für das Viertelfinale qualifizierte
| Pl.                                                                                               | Land        | Sp. | S | U | N | Tore    | Diff. | Punkte |
| ------------------------------------------------------------------------------------------------- | ----------- | --- | - | - | - | ------- | ----- | ------ |
| 1.                                                                                                | England     | 3   | 2 | 1 | 0 | 007:200 | +5    | 07     |
| 2.                                                                                                | Niederlande | 3   | 1 | 1 | 1 | 003:400 | −1    | 04     |
| 3.                                                                                                | Schottland  | 3   | 1 | 1 | 1 | 001:200 | −1    | 04     |
| 4.                                                                                                | Schweiz     | 3   | 0 | 1 | 2 | 001:400 | −3    | 01     |
| Für die Platzierung 2 und 3 ist die Anzahl der erzielten Tore in allen Gruppenspielen maßgeblich. |             |     |   |   |   |         |       |        |

|                                           |   |             |           |
| 8. Juni 1996 in London (Wembley-Stadion)  |   |             |           |
| England                                   | – | Schweiz     | 1:1 (1:0) |
| 15. Juni 1996 in London (Wembley-Stadion) |   |             |           |
| England                                   | – | Schottland  | 2:0 (0:0) |
| 18. Juni 1996 in London (Wembley-Stadion) |   |             |           |
| England                                   | – | Niederlande | 4:1 (1:0) |

### Viertelfinale
Im Viertelfinale traf England auf Spanien, da während der regulären Zeit und der Verlängerung kein Treffer fiel, musste das Elfmeterschießen entscheiden. Hier konnten sich die Engländer dank einer Glanzparade von David Seaman, der einen Elfmeter parieren konnte, für das Halbfinale qualifizieren.
|                                           |   |         |                      |
| 22. Juni 1996 in London (Wembley-Stadion) |   |         |                      |
| England                                   | – | Spanien | 0:0 n. V., 4:2 i. E. |

### Halbfinale
Das Halbfinale bestritt man gegen Deutschland. Nach drei Minuten gingen die Engländer in Führung, als Alan Shearer nach einer Ecke den Ball ins Tor köpfte. Die deutsche Mannschaft geriet zwar unter Druck, ihr gelang es aber, in der 16. Minute den Ausgleich zu erzielen, sodass es bis zum Ende 1:1 stand. Die Verlängerung – speziell die ersten 15 Minuten – ging als eine der dramatischsten in die EM-Geschichte ein: Die Engländer trafen den Pfosten, Gascoigne rutschte zwei Meter vor der deutschen Torlinie am Ball vorbei, ein Tor der Deutschen wurde nicht anerkannt. Da in der Verlängerung kein Tor fiel, musste das Elfmeterschießen über den Finalisten entscheiden. Wie bei der WM 1990 konnte sich die englische Mannschaft nicht durchsetzen und verlor gegen den späteren Europameister.
|                                           |   |             |                                 |
| 26. Juni 1996 in London (Wembley-Stadion) |   |             |                                 |
| England                                   | – | Deutschland | 1:1 n. V. (1:1, 1:1), 5:6 i. E. |